# Étang de la Valière
L'étang de la Valière est une étendue d'eau d’Ille-et-Vilaine à l'est de Vitré, dans la vallée de la Valière, à cheval sur les communes de Vitré et d'Erbrée.

## Géographie

### Topographie
Créé en 1978 l'étang est un vaste plan d'eau douce de 100 hectares, soit 5,6 millions de mètres cubes de liquide (3 kilomètres de long, 0,3 kilomètre de large et 13 mètres de profondeur maximale).

### Hydrographie
L'étang est le réceptacle du cours d’eau de la Valière, mais aussi de divers ruisseaux (Rouillon, de Geslin, etc.)

## Finalités
L’étang a pour mission 
- D’une production d’eau potable pour Vitré et les communes voisines
- De soutien d’étiage de la Vilaine
- D’écrêtage de crue pour Rennes, situé en aval

Le développement de cyanobactéries a conduit le SDAGE Loire-Bretagne à identifier cet étang pour des mesures de rééquilibrage de la fertilisation, notamment du phosphore.

## Faune et flore de l'étang
L'étang recèle une belle richesse naturelle et accueille de nombreuses espèces d'oiseaux sédentaires ou migrateurs. Toutefois, il ne bénéficie d’aucune mesure d’inventaire ou de protection de type ZNIEFF, par exemple.

### Faune de l'étang
L'étang accueille des espèces communes mais est surtout intéressant en hiver : canards colverts, canards siffleurs, canards souchets, grèbes huppés, grands cormorans, mouettes rieuses, poules d'eau et foulques macroules.

## Qualité de l'eau de l'étang
Conformément à la directive-cadre sur l'eau, l'étang doit atteindre le bon état écologique de l'eau. Les évaluations effectuées montrent l'état écologique suivant :
| état écologique de l'étang | 2010    | 2011    |
| -------------------------- | ------- | ------- |
| état écologique            | Mauvais | Mauvais |

## L'organisation administrative
Les communes qui bordent l'étang sont au nombre de trois : Vitré, Étrelles et Erbrée

## Site touristique et récréatif
L’étang de la Valière est apprécié par les randonneurs et VTTistes du fait de l’itinéraire qui fait le tour de l’étendue d’eau. Il se situe aussi à proximité immédiate du château des Rochers-Sévigné.

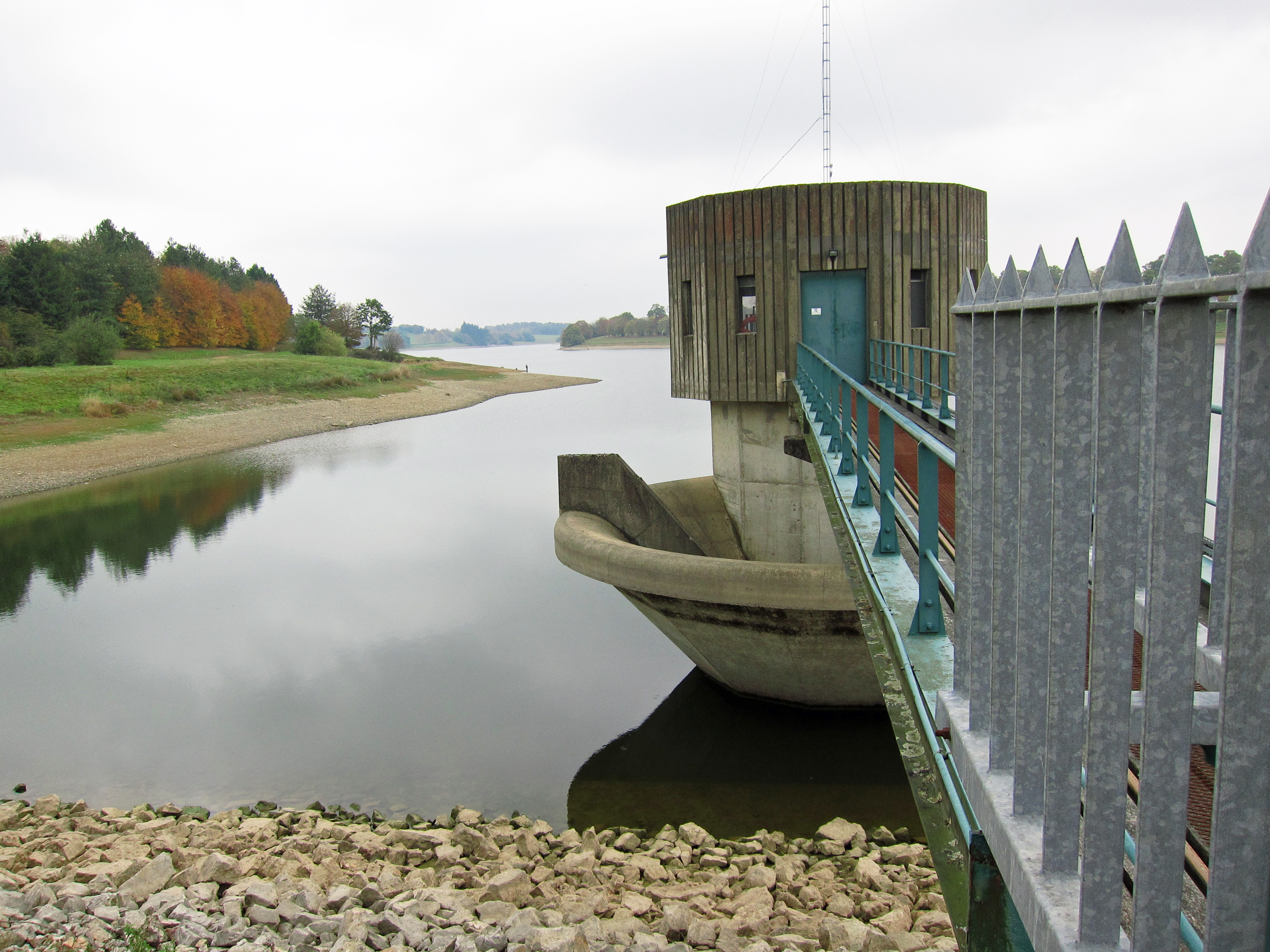
Digue de l'étang de la Valière
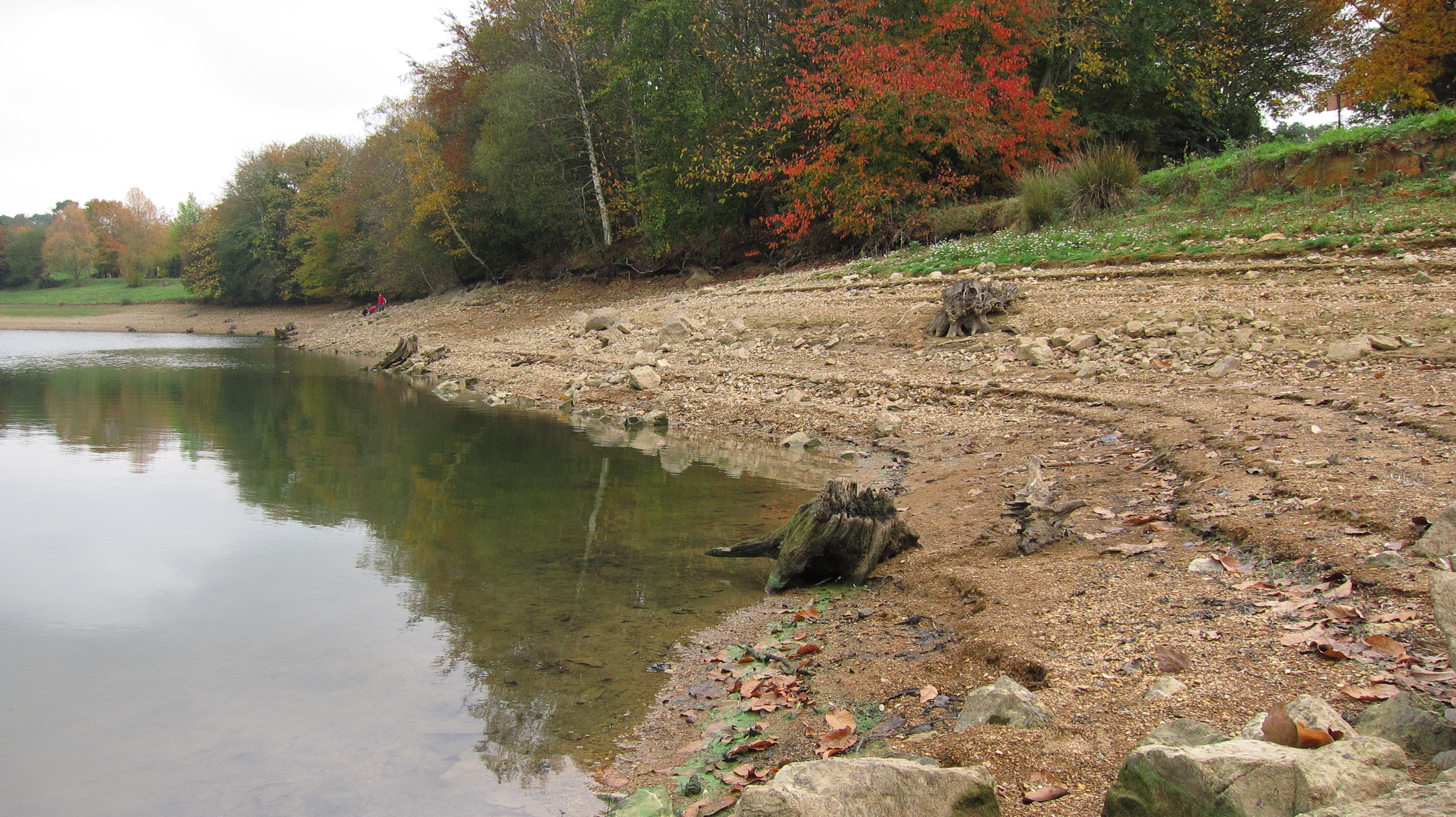
Rives de la Valière